# Прибрежная уховёртка
Прибрежная уховёртка (лат. Labidura riparia) — насекомое из семейства уховёртки.

## Описание
Длина тела взрослой песчаной уховёртки 20—27 мм. Окраска варьирует от песчано-серой до красновато-коричневой. Крылья развиты, но уховёртки очень редко летают. Обычно крылья сложены под надкрыльями. На брюшке последний сегмент длиннее, чем другие. Клещи самки прямые. Клещи самца немного изогнуты и длиннее, чем у самки. Кончики клещей часто затемнены и могут перекрещиваться.

## Ареал и места обитания
Космополит, широко распространена по всему миру от лесов до пустынь. Однако обитает только на песчаных и супесчаных почвах по берегам рек, озёр и морей. Днём отсиживается в песке. Ночью ищет пищу. Питается мелкими насекомыми, опавшими фруктами и другими органическими остатками.